# Solter iranensis
Solter iranensis är en insektsart som beskrevs av Hölzel 1967. Solter iranensis ingår i släktet Solter och familjen myrlejonsländor. Inga underarter finns listade i Catalogue of Life.